# Acredito (We Believe)
"Acredito (We Believe)" é o primeiro single do cantor Leonardo Gonçalves, lançado em agosto de 2015. Produzido para ser trilha-sonora do filme Você Acredita?, a faixa tornou-se bastante popular em sua carreira. Para a divulgação, Leonardo gravou um videoclipe, cujas visualizações no YouTube passaram de 12 milhões.
Sobre a gravação, Gonçalves disse: "Fiquei muito feliz com o convite que a 360 WayUp me fez junto com a Sony Music. Quando me sondaram eu não conhecia o filme, até porque essas coisas são guardadas a sete chaves. Já consegui assistir antes de chegar nos cinemas".
Após a popularidade da música, a Sony Music decidiu incluí-la como bônus na versão playback do álbum Princípio, lançado em 2014.

## Faixas
1. "Acredito" (3:49)